# Jan Matyáš Sperger

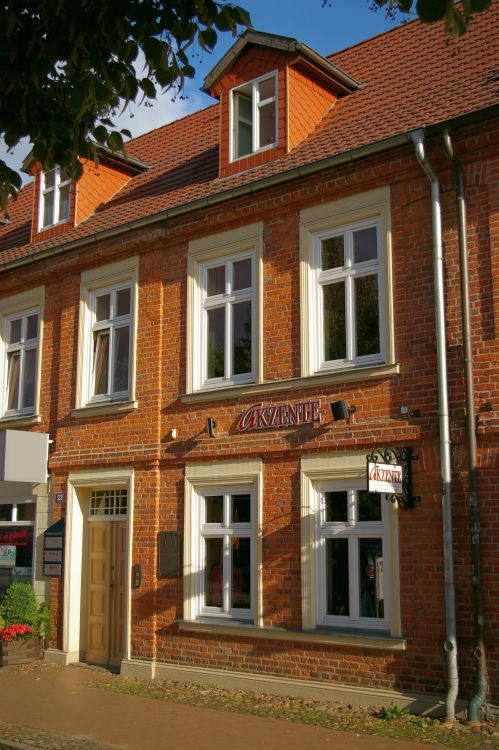
Voormalig woonhuis van Sperger

Jan Matyáš Sperger (gedoopt en ingeschreven als Johann(es) Matthias Sperger) (Feldsberg, sinds 1945 Valtice 23 maart 1750 – Ludwigslust, 13 mei 1812) was een Boheems componist en musicus.

## Levensloop
Sperger studeerde bij de plaatselijke organist Franz Anton Becker en ging aansluitend naar Wenen, om bij Friedrich Pichlberger contrabas te studeren. Pichlberger was lid van het orkest van Emanuel Schikaneder. Sperger studeerde compositie bij Johann Georg Albrechtsberger, die ook de latere Ludwig van Beethoven opgeleid had. Zijn eerste compositie ging, toen hij pas 18 jaar was, eveneens in Wenen in première. Op 20 december 1778 vond in Wenen bij de bekende Tonkünstler-Sozietät de première plaats van een symfonie en het contrabasconcert. Een jaar later werd hij zelf lid van dit gezelschap.
Vanaf 1777 was hij in dienst van Prins Joseph Kardinaal von Batthyányi in Bratislava (toen: Preßburg, Hongaars: Poszony), die Primas van Hongarije was. Hij gaf ook soloconcerten in het stedelijk theater van Brno. Het toenmalige orkest van de Prins Joseph Kardinaal von Batthyányi in Bratislava had een bezetting van 15 strijkers, de hoboïsten Johann Teimer en Philipp Teimer, de hoornisten Karl Franz en Anton Böck. Er waren strijkers, die ook klarinet, fagot en dwarsfluit konden spelen, als het nodig was. Een inzet van trompetten en trommelen waren ook was ook mogelijk. Daar bleef hij tot de opheffing van het orkest in 1783. Van 1783 tot 1786 was hij lid van het orkest van de Graf Ladislav von Erdödy in Kohfidisch. Aansluitend was hij op concertreis door verschillende steden in Duitsland en Noord-Italië.
Vanaf 1789 was hij lid van het orkest van de Hertog Frederik II de Goedige en van Groothertog Frederik Frans I van Mecklenburg-Schwerin in Ludwigslust. Dit orkest had 21 muzikanten.
Als componist schreef hij werken voor orkest (45 symfonieën, 18 contrabasconcerten, concerten voor andere instrumenten, ouvertures, dansen) en kamermuziek.
Ter herinnering aan deze componist en vooral om zijn composities weer voor het publiek bekender te maken, werd er een Internationale Johannes-Matthias-Sperger-Gesellschaft opgericht. Elke twee jaar werd er een concours "Internationalen Johann-Matthias-Sperger-Wettbewerb" voor contrabas op het slot Ludwigslust gehouden.

## Composities

### Werken voor orkest

#### Symfonieën
- 1777 Symfonie (Nr. 6) in Bes-groot, voor strijkorkest
  1. Allegro con brio
  2. Minuetto - Trio
  3. Finale: Prestissimo
- 1796 Symfonie in F-groot "Ankunftssinfonie", voor orkest (het tegenstuk tot de "Abschiedssymfonie", Hob. I:45. van Joseph Haydn)
- Symfonie in C-groot, voor strijkorkest
  1. Allegro moderato
  2. Andante
  3. Finale: Presto
- Symfonie in F-groot, voor strijkorkest
  1. Allegro moderato
  2. Minuetto - Trio
  3. Finale: Allegro

#### Concerten voor instrumenten en orkest
- Concerto in D-groot, voor contrabas en orkest
  1. Allegro moderato
  2. Adagio
  3. Rondo: Allegro
- Concerto Nr. 2 in D-groot, voor contrabas en orkest
- Concerto Nr. 3 in a-klein, voor contrabas en orkest
- Concerto Nr. 15 in D-groot, voor contrabas en orkest
- Concerto in D-groot, voor hoorn en orkest
  1. Allegro moderato
  2. Andante poco adagio
  3. Rondo: Allegro moderato
- Concerto in Es-groot, voor hoorn en orkest
  1. Allegro maestoso
  2. Adagio Romanze
  3. Allegro moderato
- Concerto in D-groot, voor Corno da caccia in D en orkest
- Concerto Nr. 1 in D-groot, voor trompet en orkest
- Concerto Nr. 2 in D-groot, voor trompet en orkest

#### Andere werken
- Cassatio in G-groot, voor twee hoorns, viool, altviool, contrabas en orkest
- Romance in D-groot, voor orkest

### Vocale muziek
- Selene, del tuo fuoco non mi parlar, voor bas, contrabas en orkest
- Per questa bella mano, voor bas en orkest

### Kamermuziek
- 1792 Strijkkwartet, op. 1 Nr. 1
- 1792 Strijkkwartet, op. 1 Nr. 2
- 1792 Strijkkwartet, op. 1 Nr. 3
- 12 hoorn duos - Jagdmuziek
  1. Adagio, "Morgensegen"
  2. Allegro moderato
  3. Menuetto
  4. Allegro
  5. Allegro
  6. Poco adagio
  7. Allegro
  8. Andante
  9. Allegretto
  10. Allegro moderato
  11. Andante
  12. Allegro
- Adagio in A-groot, voor contrabas en strijkkwartet
- Cassatio in D-groot, voor twee hoorns, altviool en contrabas
- Cassatio in D-groot, voor dwarsfluit, twee hoorns, viool, altviool en contrabas
- Cassatio in Es-groot, voor twee hoorns, altviool en contrabas
- Cassatio in G-groot, voor twee hoorn, viool, altviool en contrabas
- Divertimento in D groot, voor dwarsfluit, altviool en cello
- Hoornkwartet in Es-groot, voor hoorn in Es, viool, altviool en basso continuo 
  1. Moderato
  2. Menuett 1 en 2
  3. Adagio
  4. Finale. Allegro
- Kwartet in D-groot, dwarsfluit, altviool, cello en contrabas
- Romanza in d-klein, voor contrabas en strijkkwartet
- Rondo in D-groot, voor dwarsfluit, twee hoorns, viool, altviool en contrabas
- Sonata, voor altviool en contrabas
- Sonata in Es-groot, voor contrabas en piano
- Sonata in b-klein (T36), voor contrabas en piano
- Sonata in D-groot (T38), voor contrabas en altviool
- Sonata in D-groot (T39), voor contrabas en altviool
- Sonata in D-groot (T40), voor contrabas en piano
- Sonata Nr.1 in D-groot, voor contrabas en piano
- Sonata in Trinital Nr. 1 in D-groot, voor contrabas en piano
- Sonata in Trinital Nr. 2 in D-groot, voor contrabas en piano
- Sonata in Trinital Nr. 3 in D-groot, voor contrabas en piano
- Trio in C-groot, voor strijkers
- Trio in G-groot, voor strijkers
- Trio in D-groot, voor strijkers
- Trio in D-groot, voor dwarsfluit, altviool en contrabas